# Discurso da Herança Futebolística

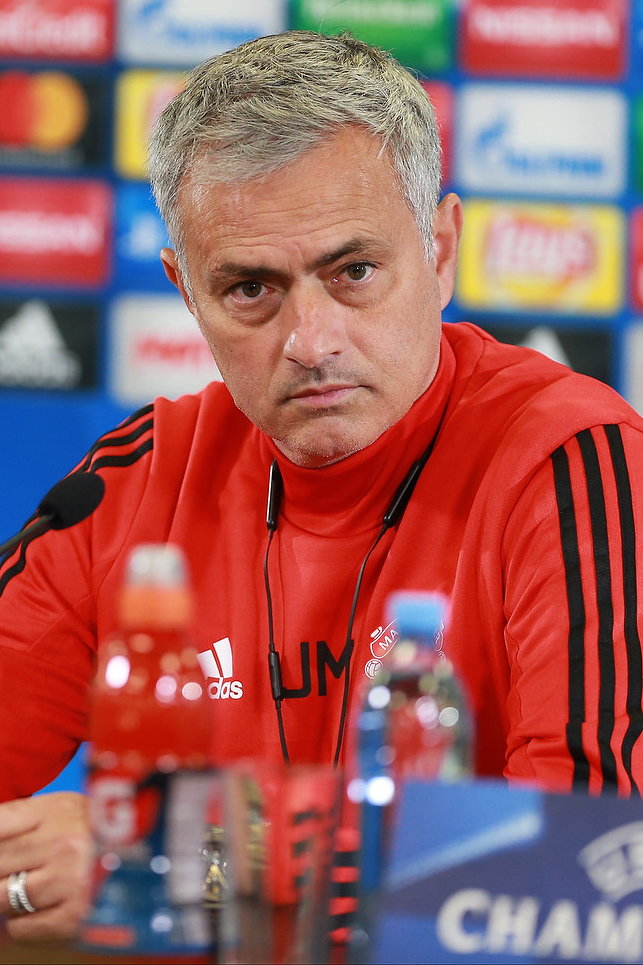
José Mourinho

O Discurso da Herança Futebolística (em inglês Football Heritage speech) foi feito pelo treinador português José Mourinho no dia 16 de março de 2018, numa conferência de imprensa em Manchester, Inglaterra. O seu discurso fez várias observações, que incluíram fortes críticas à direção do Manchester United dando a entender que o sucesso de um clube decorre do tipo de jogadores que contrata. Ficou conhecido como o discurso Football Heritage, sendo considerado um dos discursos mais significativos relacionados com a realidade interna dos clubes de futebol.